# Le JT de Canal+
 (août 2009).
Si vous disposez d'ouvrages ou d'articles de référence ou si vous connaissez des sites web de qualité traitant du thème abordé ici, merci de compléter l'article en donnant les références utiles à sa vérifiabilité et en les liant à la section « Notes et références ».
Le JT de Canal+ (ou Le JT) était un journal télévisé français diffusé chaque jour en direct sur Canal+.

## Histoire
Les éditions du matin sont supprimées dès juillet 2013. 
En 2014 et 2015, Le JT renouvelle son habillage. En 2015, le JT est supprimé le dimanche soir.
En juin 2016, Canal+ supprime de nombreuses émissions dont le JT qui disparait le 3 juillet 2016. 
De 2017 à 2018, Le JT de Canal refait son apparition seulement dans l'émission d'Yves Calvi, L'Info du vrai.

## Présentateurs

### Matin
Plusieurs éditions de cinq à dix minutes sont diffusées dans NPA Matin (2000-2001), puis La Matinale (2004-2013). En 2013, l'édition du matin est supprimée et est remplacée par les rediffusions d'émissions diffusées la veille (Le Before du Grand Journal, Les Guignols de l'info...)
- septembre 2000 - juin 2001 : Charlotte Le Grix de la Salle (dans NPA Matin)
- septembre 2004 - juin 2006[2] : Stéphanie Renouvin
- septembre 2006[3] - juin 2012 : Élé Asu
- septembre 2012[4] - juin 2013 : Kady Adoum Douass

Remplaçants
- décembre 2009-janvier 2010[5] : Laurie Milliat-Desorgher

### Midi
Depuis 1986, une édition de dix à quinze minutes est en général diffusée en plateau dans l'émission du midi (La Grande Famille, En Aparté, ou L'Édition spéciale, par exemple).
- septembre 1989 - juin 1997 : Érik Gilbert (dans La Grande Famille)
- septembre 1998 - juin 2001[6] : Jérôme Bonaldi (dans Un autre journal, puis NPA Midi)
- septembre 2001 - décembre 2001 : Bruce Toussaint (dans Gildas et Vous)
- janvier 2002 -  juillet 2003 : Bruce Toussaint et Stéphanie Renouvin (Le 12:30)

- septembre 2003 - juin 2005 : Marie Drucker (La vie en clair, puis Nous ne sommes pas des anges)
- septembre 2005 - juin 2006 : Harry Roselmack (Nous ne sommes pas des anges)
- septembre 2006 - janvier 2007 : Charlotte Le Grix de La Salle (En aparté)

Depuis septembre 2007, une édition de dix à quinze minutes est diffusée à 12h45 dans L'Édition spéciale, puis La Nouvelle Édition (de septembre 2011 à juin 2016).
- janvier - décembre 2007 : Stéphanie Renouvin
- janvier 2008 - juillet 2016 : Émilie Besse

Remplaçants
- décembre 2009-janvier 2010[5] : Élé Asu
- décembre 2009[5] : Maya Lauqué-Médina
- 2012-2014, Kady Adoum-Douass, joker
- Été 2014, Amélie Carrouër, joker
- 2014-2015, Sonia Chironi, joker parfois
- 2014 à février 2016, Émilie Tran Nguyen
- Eté 2015, Yani Khezzar
- Été 2015, Ophélie Meunier
- De février 2016 à juillet 2016: Alice Darfeuille

### Soir
Entre 1987 et 2001, une édition d'environ dix minutes est animée sur le plateau de Nulle Part Ailleurs.
- septembre 1987 - juin 1994 : Annie Lemoine
- septembre 1994 - juin 1997 : Aude Moracchini
- septembre 1997 - juin 2001 : Daphné Roulier

Pour la première saison du Grand Journal, le journal (d'une dizaine de minutes) est animé en plateau.
- septembre 2004 - juin 2005 : Marie Drucker

Depuis 2005, une édition de quinze à vingt minutes  précède Le Grand Journal dès 18h45.
- septembre 2005 - octobre 2006 : Charlotte Le Grix de La Salle
- octobre 2006 -  juillet 2007 : Samuel Étienne
- septembre 2007 - juin 2014 : Florence Dauchez
- septembre 2014 - juin 2015: Victor Robert

Entre septembre 2015 et juillet 2016, un journal de dix à quinze minutes est présenté sur le plateau du Grand Journal dès 18h50.
- septembre 2015 - juillet 2016 : Victor Robert

De septembre 2017 à 2018, Le JT refait son apparition dans L'Info du vrai dès 18h40.
- De septembre 2017 à 2018 : Alice Darfeuille

Remplaçants
- décembre 2009[5] : Maya Lauqué-Médina
- Depuis 2011, Claire-Élisabeth Beaufort est le joker[Quoi ?] de Florence Dauchez.
- 2012-2014, Kady Adoum-Douass,
- Été 2014, Amélie Carrouer,
- 2014-2015, Sonia Chironi, joker parfois
- 2014 à février 2016, Émilie Tran Nguyen
- Eté 2015, Yani Khezzar
- Été 2015, Ophélie Meunier
- septembre 2015 - juin 2016 : Antoine Genton
- février 2016 - juillet 2016 : Alice Darfeuille
- De septembre 2017 à 2018 : Patrice Boisfer

### Week-end
De 2000 à 2006, un journal est diffusé sous le nom d'Info aux alentours de 12 h 40 puis 19 h 0 le samedi et 12 h 30 le dimanche. Avec un générique et un plateau sous des tons noirs et rouges, assez innovants pour l'époque, ces éditions sont présentées par Claire-Élisabeth Beaufort puis Priscilia de Selve à partir de 2004 à 2006, qui reçoivent régulièrement en direct un invité culturel le samedi midi et un autre invité dans l'actualité le samedi soir.[réf. souhaitée]
- de 2000 à 2004 : Claire-Élisabeth Beaufort
- de 2004 à 2006 : Priscilia de Selve

En septembre 2009, quand Daphné Roulier reprend la présentation de L'Effet papillon, l'émission désormais diffusée le samedi à 12 h 40 intègre un journal télévisé. Les éditions se développent pour être diffusées finalement le midi et le soir tous les samedis et les dimanches
- septembre 2009-juin 2012 : Daphné Roulier (Anne-Sophie Lapix le dimanche midi dans le cadre de Dimanche + à partir de septembre 2010[9])
- septembre 2012-juin 2014 : Victor Robert[8]
- septembre 2014-juillet 2016 : Florence Dauchez

De septembre 2017 à 2018, Le JT refait son apparition dans L'Info du vrai (chaque vendredi) dès 18h40.
- De septembre 2017 à 2018 : Patrice Boisfer (seulement le vendredi)

Remplaçants
- Depuis 2011, Claire-Élisabeth Beaufort est le joker[Quoi ?] de Florence Dauchez.
- 2012-2014, Kady Adoum-Douass, joker (midi et week-end)
- Été 2014, Amélie Carrouër, joker (midi et soir week-end)
- Été 2015, Ophélie Meunier (midi et soir week-end)